# Loganton
Loganton és una població dels Estats Units a l'estat de Pennsilvània. Segons el cens del 2000 tenia 435 habitants.

## Demografia
Segons el cens del 2000, Loganton tenia 435 habitants, 170 habitatges, i 123 famílies. La densitat de població era de 158,4 habitants/km².
Dels 170 habitatges en un 29,4% hi vivien nens de menys de 18 anys, en un 62,4% hi vivien parelles casades, en un 7,6% dones solteres, i en un 27,6% no eren unitats familiars. En el 23,5% dels habitatges hi vivien persones soles el 14,1% de les quals corresponia a persones de 65 anys o més que vivien soles. El nombre mitjà de persones vivint en cada habitatge era de 2,56 i el nombre mitjà de persones que vivien en cada família era de 2,98.
Per edats la població es repartia de la següent manera: un 23% tenia menys de 18 anys, un 6,4% entre 18 i 24, un 28,7% entre 25 i 44, un 24,8% de 45 a 60 i un 17% 65 anys o més.
L'edat mediana era de 40 anys. Per cada 100 dones de 18 o més anys hi havia 98,2 homes.
La renda mediana per habitatge era de 38.250 $ i la renda mediana per família de 43.750 $. Els homes tenien una renda mediana de 28.295 $ mentre que les dones 19.688 $. La renda per capita de la població era de 16.773 $. Entorn del 3,6% de les famílies i el 4,4% de la població estaven per davall del llindar de pobresa.

## Poblacions més properes
El següent diagrama mostra les poblacions més properes.